# Rhadinus socotrae
Rhadinus socotrae is een vliegensoort uit de familie van de roofvliegen (Asilidae). De wetenschappelijke naam van de soort is voor het eerst geldig gepubliceerd in 2002 door Geller-Grimm.